# Hercule contre Karaté
Pour plus de détails, voir Fiche technique et Distribution.
Hercule contre Karaté (Ming, ragazzi!) est une comédie de kung-fu italienne réalisée par Antonio Margheriti et sortie en 1973.

## Synopsis
Dino et Parsifal sont renvoyés de leur travail sur une plate-forme pétrolière australienne quand Parsifal la fait sauter par mégarde. Ils rentrent à Sydney et vont manger dans un restaurant chinois où ils rencontrent le propriétaire Wang. Ce dernier, s'apercevant que les deux compères ont besoin d'argent, leur offre une prime de 100 000 $ pour retrouver son fils Henchou, enlevé par sa belle-mère et le compagnon de cette dernière, un maître du kung fu. Dino et Parsifal acceptent et les voilà qui s'envolent vers Hong Kong...

## Fiche technique
Sauf indication contraire, les informations mentionnées dans cette section peuvent être confirmées par la base de données cinématographiques IMDb,  présente dans la section « Liens externes ».
- Titre original italien : Ming, ragazzi![1]
- Titre français : Hercule contre Karaté[2]
- Réalisateur : Antonio Margheriti (sous le nom d'« Antony M.Dawson »)
- Scénario : Antonio Margheriti, Sergio Donati, Luciano Vincenzoni
- Photographie : Luciano Trasatti (it)
- Montage : Mario Morra
- Musique : Carlo Savina
- Effets spéciaux : Antonio Margheriti
- Décors : Giorgio Giovannini (it)
- Producteur : Carlo Ponti
- Société de production : Compagnia Cinematografica Champion, Laser Film
- Pays de production :  Italie
- Langue originale : italien
- Format : Couleur - 2,35:1 - Son mono - 35 mm
- Durée : 105 minutes (1 h 45)
- Genre : Comédie de kung-fu
- Dates de sortie :
  - Italie : 14 septembre 1973
  - France : 3 juillet 1974

## Distribution
- Alberto Terracina (sous le nom de « Tom Scott ») : Dino
- Fernando Bilbao (sous le nom de « Fred Harris ») : Parsifal
- Chai Lee (en) : Lee Ping
- Jolina Mitchell-Collins : Ai-Lan
- George Wang : Ming
- Sue Chang : Sue
- Luciano Pigozzi (sous le nom d'« Alan Collins ») : Le chef de la police
- Seyna Seyn : Mig-Not

## Production
Le film a été tourné à Hong Kong, Singapour, Sydney et Bangkok.